# Resident Evil (Animationsfilmreihe)
Resident Evil (englisch für Ansässiges Böses) ist eine Science-Fiction-Action-Horror-Animationsfilmreihe, die auf der gleichnamigen Videospielreihe basiert und bisher fünf Teile enthält.

## Überblick
| Nr. | Jahr | Teil                        | Regie              | Drehbuch        | Produzenten                  |
| --- | ---- | --------------------------- | ------------------ | --------------- | ---------------------------- |
| 01  | 2000 | Biohazard 4D-Executer       | Koichi Ohata       | Daisuke Okamoto | Kenji Yoshida, Naoki Miyachi |
| 02  | 2008 | Resident Evil: Degeneration | Makoto Kamiya      | Shotaro Suga    | Hiroyuki Kobayashi           |
| 03  | 2012 | Resident Evil: Damnation    | Makoto Kamiya      | Shotaro Suga    | Hiroyuki Kobayashi           |
| 04  | 2017 | Resident Evil: Vendetta     | Takanori Tsujimoto | Makoto Fukami   | Hiroyuki Kobayashi           |
| 05  | 2023 | Resident Evil: Death Island | Eiichirô Hasumi    | Makoto Fukami   | Hiroyasu Shinohara           |

## Handlung

Logo der Umbrella Corporation

### Biohazard 4D-Executer
Der in Japan produzierte 19-minütige Kurzfilm spielt im Mittleren Westen der USA, in der Stadt Raccoon City. Deren Bürger haben sich in Zombies verwandelt, nachdem sie mit dem T-Virus infiziert wurden. Bei diesem handelt es sich um eine biologische Waffe, die heimlich vom größten US-Industrieunternehmen Umbrella Corporation entwickelt wurde. Eine militärische Gruppe, bestehend aus deren Anführer Claus und seinen Männern Roger, Ed, Robert und Norman, wird von Umbrella in die Stadt geschickt. Die Mitglieder gehören dem Umbrella Biohazard Countermeasure Service an, der darauf spezialisiert ist, biologische Gefährdungen, verursacht durch Umbrella, einzudämmen. Ihr Ziel ist es, Dr. Cameron, eine Wissenschaftlerin, die an einem neuen Virus forscht, zu retten.

### Resident Evil: Degeneration
Das T-Virus sorgte vor sieben Jahren dafür, dass Zombies Raccoon City vernichteten. Verantwortlich war der Pharmakonzern Umbrella, der inzwischen aufgelöst wurde. Doch die Apokalypse geht weiter, denn Terroristen geraten in Besitz des Erregers und setzen ihn frei. Der betroffene Flughafen wird hermetisch abgeriegelt, die wenigen Überlebenden werden in letzter Sekunde von Special Agent Leon S. Kennedy evakuiert. Er sucht zusammen mit der Raccoon-City-Überlebenden Claire Redfield und der Soldatin Angela Miller die Hintermänner des Anschlags. Ihre Nachforschungen führt das Trio bis ins WilPharma-Forschungszentrum, wo man an einem Gegenmittel arbeitet.

### Resident Evil: Damnation
In einem kleinen osteuropäischen Land bringt ein Krieg die Einwohner zur Verzweiflung. Die Situation scheint zu eskalieren, als auch noch bioorganische Waffen (BOW) eingesetzt werden und den Schauplatz an der Front verwüsten. Um ein umfangreiches Bild von der Lage zu erhalten, schickt die US-Regierung Leon S. Kennedy in das Kriegsgebiet. Nachdem er dort angekommen ist, wird er jedoch plötzlich wie aus heiterem Himmel unverzüglich wieder zurückbeordert. Er wird misstrauisch und beschließt, den Befehl von höchster Stelle zu ignorieren und die Gegend auf eigene Faust zu erkunden. Dabei trifft er auf die von der BSAA gesandten Ada Wong, mit der er sich gleich zusammentut. Was sie jedoch in der Einöde vorfinden, ist der blanke Horror: Es kommt zu einem regelrechten Kampf gegen tödliche Mutationen.

### Resident Evil: Vendetta
Der skrupellose Waffenhändler Glenn Arias will Rache für den Tod seiner Familie, weswegen er in New York City einen hochgefährlichen Virus auf die Menschheit loslassen will. Die dadurch in Gang gesetzte Krankheit würde äußerst brutal und in der Regel tödlich verlaufen. Chris Redfield von der BSAA wird damit beauftragt, die Katastrophe abzuwenden und den Todesboten dingfest zu machen. Aus persönlichen Gründen ist Redfield auch versessen darauf, Arias auszuschalten. Als Unterstützung holt er sich die Hilfe von Leon S. Kennedy sowie Professor Rebecca Chambers vom Alexander Institute of Biotechnology. Gemeinsam wollen sie den Verantwortlichen in die Knie zwingen und die Bewohner des Big Apple vor dem drohenden Tod bewahren.

### Resident Evil: Death Island
Während Leon S. Kennedy der Spur des entführten Wissenschaftlers Dr. Antonio Taylor folgt, kämpft Jill Valentine in San Francisco gegen Untote und entdeckt ein neues T-Virus. Zeitgleich stellt Claire Redfield Untersuchungen in einer Bucht bezüglich eines Monsterfisches an, der Wale tötet. Die drei finden heraus, dass diese Fälle miteinander in Zusammenhang stehen. Ihre Ermittlungen führen sie gemeinsam mit Chris Redfield und Rebecca Chambers auf die Insel Alcatraz, auf der sie etwas erwartet, was ihre schlimmsten Vorstellungen übertrifft.

## Rezeption

### Einspielergebnisse
| Teil                        | Kino-Einnahmen in US-Dollar | Kino-Einnahmen in US-Dollar | Einnachmen durch Videoverkäufe | Quellen |
| Teil                        | Japan                       | Weltweit                    | Einnachmen durch Videoverkäufe | Quellen |
| --------------------------- | --------------------------- | --------------------------- | ------------------------------ | ------- |
| Resident Evil: Degeneration | 403.117                     | 403.117                     | 10.316.170                     | [ 1 ]   |
| Resident Evil: Damnation    | 2.325.035                   | 2.325.035                   | 3.345.046                      | [ 2 ]   |
| Resident Evil: Vendetta     | –                           | 256.320                     | 1.615.243                      | [ 3 ]   |
| Gesamt:                     | 2.728.152                   | 2.984.472                   | 15.276.459                     | [ 4 ]   |

### Kritiken
Stand: 1. September 2023
| Teil                        |                    |                          |
| --------------------------- | ------------------ | ------------------------ |
| Resident Evil: Degeneration | 067 % (6 Kritiken) | 6,4 (32.607 Bewertungen) |
| Resident Evil: Damnation    | 100 % (5 Kritiken) | 6,4 (21.878 Bewertungen) |
| Resident Evil: Vendetta     | 043 % (7 Kritiken) | 6,2 (14.867 Bewertungen) |
| Resident Evil: Death Island | 067 % (6 Kritiken) | 5,7 (5.564 Bewertungen)  |